# В'язіль завинений
В'язіль завинений, в'язіль завитий (Coronilla scorpioides) — вид квіткових рослин з родини бобових (Fabaceae).

## Біоморфологічна характеристика
Однорічна рослина 10–55 см заввишки. Стебла центральні прямовисні, бічні висхідні. Листки м'ясисті й сизі. Нижні листки прості або з 3 листочків, з яких непарний у кілька разів перевищує бічні, 3–15 мм завдовжки. Зонтик 2–5-квітковий. Квітки 4–8 мм, трубки такої ж довжини, як чашолистки. Чашечка ± сиза. Віночок жовтий. Плоди 2–7.5 см × 1–2 мм, дугоподібні, з 2–11 члениками. Насіння 1–1.1 × 3–3.8 мм, поперечно-циліндричне, буре чи жовтувате. 2n = 12.

## Поширення
Поширення: південь Європи, захід Азії, північ Африки та Еритрея.
В Україні вид росте на сухих місцях та відкритих вапнякових схилах — у гірському Криму

## Синоніми
- Artrolobium scorpioides (L.) Desv.
- Aviunculus scorpioides (L.) Fourr.
- Ornithopodium scorpioides (L.) Scop.
- Ornithopus scorpioides L.
- Scorpius scorpioides (L.) Medik.